# Nemastomella
Nemastomella is een geslacht van hooiwagens uit de familie Nemastomatidae (Aardhooiwagens).
De wetenschappelijke naam Nemastomella is voor het eerst geldig gepubliceerd door Mello-Leitão in 1936. 

## Soorten
Nemastomella omvat de volgende 13 soorten:
- Nemastomella armatissima (Roewer, 1962)
- Nemastomella bacillifera (Simon, 1879)
  - Nemastomella bacillifera bacillifera (Simon, 1879)
  - Nemastomella bacillifera carbonaria (Simon, 1907)
- Nemastomella cristinae (Rambla, 1969)
- Nemastomella dentipatellae (Dresco, 1967)
- Nemastomella dipentata (Rambla, 1959)
- Nemastomella dubia (Mello-Leitão, 1936) [= N. integripes Mello-Leitão, 1936 per Staręga 1987: 303]
- Nemastomella gevia Prieto, 2004
- Nemastomella hankiewiczii (Kulczyński, 1909)
- Nemastomella iberica (Rambla in Dresco, 1967)
- Nemastomella maarebensis (Simon, 1913)
- Nemastomella manicata (Simon, 1913)
- Nemastomella monchiquensis (Kraus, 1961)
- Nemastomella spinosissima (Kraus, 1961)